# Ernie Els

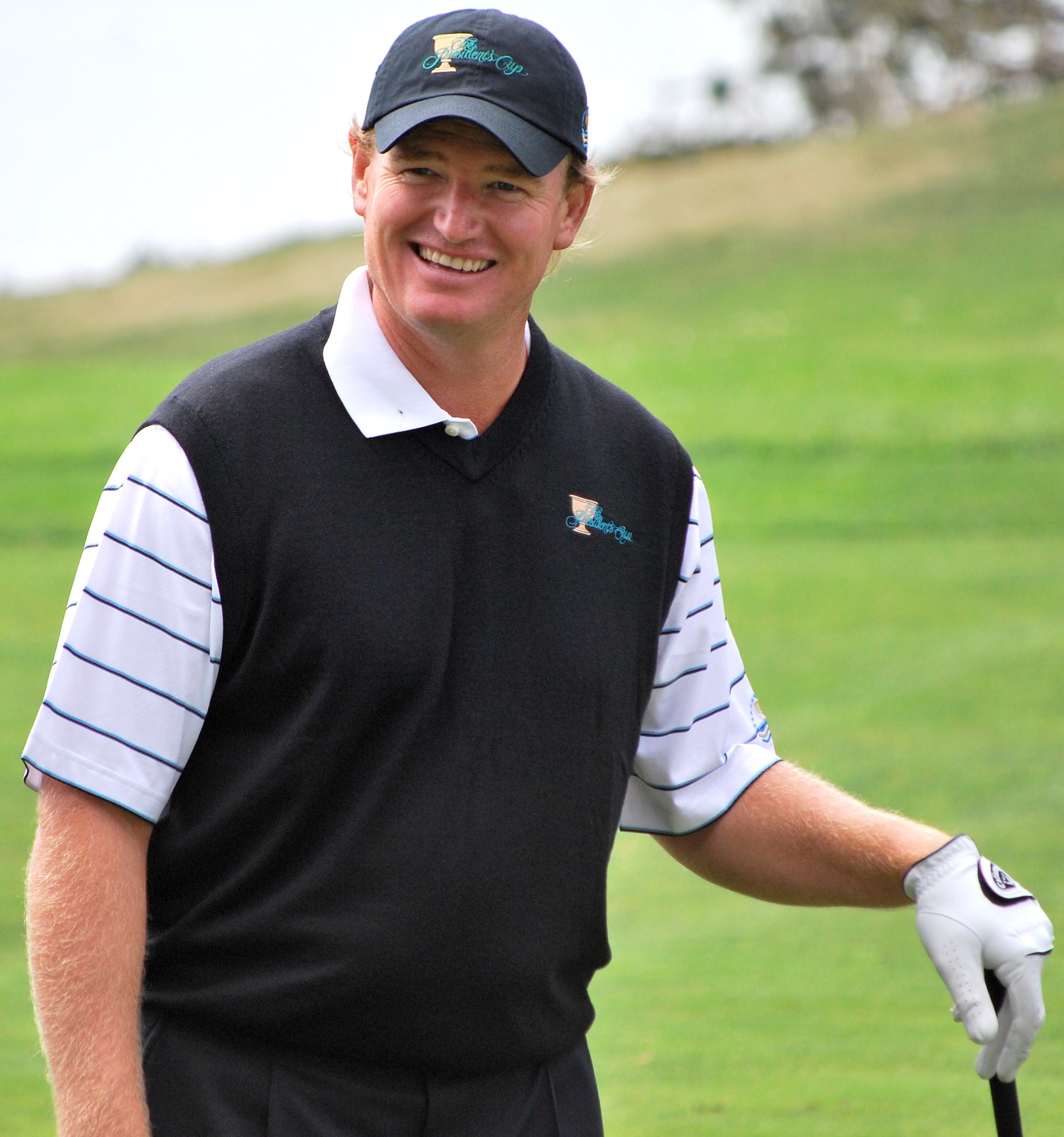
Ernie Els en la Copa de Presidentes de 2009.

Theodore Ernest Els, más conocido como Ernie Els (Johannesburgo, Sudáfrica; 17 de octubre de 1969), es un golfista profesional sudafricano. Ha estado 788 semanas entre los 10 mejores de la tabla mundial de golf, más que ningún otro competidor desde su creación en 1986, pero fue número 1 solamente nueve veces, debido al dominio de Tiger Woods durante los mejores años del sudafricano.
Els ha logrado cuatro victorias en torneos mayores: el Abierto de los Estados Unidos de 1994 y 1997 y el Abierto Británico de 2002 y 2012, en tanto que ha finalizado segundo en el Masters de Augusta y tercero empatado en el Campeonato de la PGA.
Asimismo, ostenta el récord de triunfos en el Campeonato Mundial de Match Play con siete; ganó el Grand Slam de Golf de la PGA en 1997 y 2002; venció dos torneos individuales de las Series Mundiales de Golf; obtuvo la Copa Mundial de Golf de 1996 y 2001 y la Copa Alfred Dunhil de 1997 y 1998 en representación de Sudáfrica; y en siete participaciones en la Copa de Presidentes por el equipo internacional ganó en 1998 y empató en 2003.
Desde que se convirtió en profesional en 1989, Els cumula 26 victorias en el European Tour,, y 18 en el PGA Tour. No obstante, se caracteriza por competir en todos los continentes, a diferencia de la mayor parte de los golfistas de su época.
Els obtuvo la Orden de Mérito del European Tour en 2003 y 2004, finalizó segundo en 2007, tercero en 2000 y 2002, cuarto en 2001 y quinto en 2006. En tanto, obtuvo el segundo puesto en la lista de ganancias del PGA Tour en 2004, el tercer puesto en 2000 y 2010, y el quinto puesto en 2002.
Aparte de su actividad como jugador, Els maneja una empresa de diseño de campos de golf, un viñedo y una fundación que fomenta la participación en el golf de niños de familias pobres.
En 2012 fue ganador del British Open cuando muchos pensaban que nunca volvería a ganar un Torneo Major.